# ビーチズ・インターナショナル・ジャズ・フェスティバル
ビーチズ・インターナショナル・ジャズ・フェスティバル（Beaches International Jazz Festival、略称・BIJF）は、毎年7月にトロントの湖畔、ビーチズ・コミュニティで開催される1か月間にわたる音楽フェスティバル。
もともと1989年に始まったこのフェスティバルは、現在ではカナダ最大のフリー・ジャズ・フェスティバルのひとつとなり、1か月にわたる開催期間中に約100万人が参加する。このフェスティバルは多数の会場で開催される。ステージでのコンサートが、エリア内のいくつかの異なる公園で開催されるほか、ストリート・フェスト期間中はビーチのメインストリートである2キロメートルにわたるクイーン・ストリート・イースト沿いでも開催される。毎年、このフェスティバルには国際的に評価の高いジャズ演奏家が参加すると同時に、「新世代」ジャズ・ミュージシャンを含む地元の才能も披露されている。同フェスティバルは現在、クイーン・ストリート・イースト沿いで開催される「ストリート・フェスト」イベントの50バンドを含む、年間1000人に及ぶアーティストを起用している。このフェスティバルでは、ウッドバイン・パーク・メイン・ステージ、ジミー・シンプソン・パーク・メイン・ステージ、ビッグ・バンド・ステージ、SING!アカペラ・ステージなど、さまざまな場所でコンサートが開催される。フェスティバルでは毎年、異なるワークショップとレクチャー・シリーズが開催されており、プロのミュージシャンとジャズを愛する一般の人々の両方にアピールするようプログラムされている。
BIJFは、コミュニティ・イベントをサポートしているため、多くのコミュニティからのサポートを集めている。これらには次のものが含まれている。地元小売業者向けの「Jazz-Up Your Windows」というビーチ・BIAとBIJFが共催するコンテストや、ビーチ・ロータリー・クラブ、コミュニティ・センター55、マイケル・ガーロン病院に代表される「Beaches Jazz Tune-Up Run」など。地元の慈善団体のための複数のファンドレイジングも提供している。フェスティバルには、フェスティバル・シーズンごとに約100万人の参加者が集まる。BIJFは地元経済に利益をもたらし、GTAに3,000万ドル以上を注入している。
このフェスティバルは、州の観光文化省から資金提供されているが、資金は地域社会による寄付からも賄われている。2013年11月、カナダ政府はカナダ文化遺産省資金プログラムの一環として20万ドルを寄付した。